# Замолодчиков Генріх Олександрович
Генріх Олександрович Замолодчиков (рос. Генрих Александрович Замолодчиков; нар. 7 серпня 1937, Москва, СРСР) — радянський футболіст, нападник.

## Життєпис
Генріх Замолодчиков народився 7 серпня 1937 року у Москві. У 1956 році закінчив десять класів школи.
Грав у футбол на позиції нападника. Розпочав кар'єру 1960 року в калузькому «Супутнику», забив 3 м'ячі у другій групі класу «А». У 1961 році перейшов до костромського «Текстильника», який виступав на тому ж рівні. Провів 24 матчі, забив 9 м'ячів.
1962 року перебрався до московського «Торпедо». Зіграв 2 матчі у першій групі класу «А», у кубкових поєдинках не брав участі і 3 вересня залишив команду.
По ходу сезону 1962 року перейшов до луганських «Трудових резервів», проте не провів жодного матчу у другій групі класу «А». У 1963 році також не зумів закріпитися у складі, зіграв лише 2 поєдинки. У вище вказаному сезоні також захищав кольори волгоградського «Трактора» та новоросійського «Цементу».
У 1965 році грав у класі «Б» за килимський «Ковровець», провів 1 матч, в якому відзначився голом.